# Anopheles coluzzii
Anopheles coluzzii is een muggensoort uit de familie van de steekmuggen (Culicidae). De wetenschappelijke naam van de soort is voor het eerst geldig gepubliceerd in 2013 door Coetzee & Wilkerson.